# Playpen
Playpen foi um website altamente sofisticado, criado em agosto de 2014 e hospedado na darknet – uma rede “privada” dentro da deepweb – o qual era inteiramente dedicado à pornografia infantil. Nele, havia sido publicado mais de 50.000 imagens e vídeos de abuso de crianças.
O website operava a partir do navegador Tor que atua na rede anônima da darknet e funcionava como uma espécie de “clube”, onde apenas membros já aceitos podiam ter acesso ao conteúdo. Antes de ser fechado pela FBI, o site possuía mais de 150 mil membros ao redor do mundo autorizados a ver e adicionar milhares de posts de crianças com conteúdo pornográfico, que estava dividido por categoria: idade e sexo da criança, tipo de atividade sexual envolvida, entre outras. Além disso, estes membros faziam o uso de outros tipos de tecnologia avançada para incluir criptografia nos arquivos, com o objetivo de frustrar os esforços da aplicação da lei e mascarar o crime que estavam cometendo.
A existência deste website provocou uma operação sem precedentes em seu escopo e alcance com partida iniciada pela agência americana FBI que se prolonga até hoje. O criador, Steven W. Chase, foi preso em fevereiro de 2015 por se envolver numa corporação de exploração infantil e por possuir, divulgar e transportar arquivos com a temática de pornografia infantil. Outro envolvido, Michael Fluckiger, 46, conhecido como “Administrator 2”, foi julgado como culpado pelos crimes em dezembro de 2015, depois de ser preso em abril daquele ano. Chase – com 58 anos – foi condenado, em maio de 2017, a 30 anos de prisão e vai passar os últimos anos da sua vida atrás das grades. O terceiro administrador, David Browning, 47, também foi considerado culpado por crimes semelhantes porém aceitou um acordo de súplica.

## A criação
Steven W. Chase foi a mente principal na criação do Playpen. Ele vivia numa vizinhança subúrbio-rural em Naples, na Flórida, escondido entre a Interstate 75 e Florida’s Everglades. De acordo com alguns registros públicos, ele conduzia uma companhia de caminhões de escavação.
Em 2014, Chase, junto com os outros administradores, promoveu um site que funcionava a partir da rede privada da darknet – que faz parte da deepweb. A escolha para utilização da darknet é feita a partir do momento em que, nela, não há indexação das páginas e há total liberdade para que todos os usuários permaneçam anônimos. O site conseguia ocultar a localização e identidade de seus usuários por meio de técnicas de encriptação e facilitava a seus visitantes o acesso a uma ampla categoria de material pornográfico infantil de diferentes categorias, disponíveis através de um índice. Dessa forma, é bem mais difícil para agências de inteligência descobrirem quem, de fato, está por trás do site criminoso.
Contando com a sorte, a polícia viu Chase cometer um deslize ao deixar público o verdadeiro IP do site, o que facilitou para FBI encontrar o culpado pelos conteúdos depositados na rede. Steven foi preso em sua casa em Naples, em 2015. Nela, foram encontradas milhares de imagens com o conteúdo de pornografia infantil com crianças que mal atingiam a idade do jardim de infância.
Em maio de 2017, Chase foi condenado a 30 anos de prisão com direito a ter um período de sua vida em liberdade, porém com supervisão. O júri também decidiu que o réu se desfizesse de todos os bens que adquiriu através do site criminoso, incluindo sua casa, seu computador que era utilizado para operar o site e uma mochila com vários arquivos contendo abuso infantil.
No Playpen, era necessário utilizar o browser Tor que oferece um serviço que o usuário pode publicar anonimamente na própria rede do Tor, conhecido como “Tor Hidden Services”. Diferentemente de um website tradicional, esse hidden service não observa nem aprende nada sobre os IP’s dos usuários que navegam por ele. Logo, suas localizações offlines e suas identidades permanecem escondidas. Além disso, o usuário tinha que oferecer um username e uma senha para ter acesso aos arquivos – e também adicioná-los.

## Como foi descoberto
Em dezembro de 2014, a agência americana FBI recebeu uma “dica” de uma outra agência de aplicação de leis com a informação de que um site – um serviço escondido do Tor – chamado “Playpen”, onde havia sido hospedado um repositório com conteúdo de pornografia e abuso infantil, e o endereço IP atual estava publicamente visível e, aparentemente, mostrava que estava localizado em um endereço nos Estados Unidos. Após algumas investigações, a FBI conseguiu um mandado de busca e varreu o servidor que hospedava o site.
O grande ponto dessa descoberta foi que, mesmo após a varrida feita pela FBI no servidor, o site continuou funcionando por quase 2 semanas, ao contrário de ser derrubado imediatamente. Nessas 2 semanas, os investigadores solicitaram e receberam uma única garantia para enviar malware para os milhares de visitantes do Playpen, explorando uma vulnerabilidade no código do navegador Firefox – que é incluído no navegador Tor – com o objetivo de fazer com que esse malware fosse instalado nos computadores dos respectivos visitantes. Este malware foi chamado de Network Investigation Technique – NIT.
Essa abordagem caracterizou o uso mais extenso de um malware pelos Estados Unidos numa investigação doméstica – no próprio país.
Apesar de eficiente, a forma na qual a investigação foi conduzida é criticada pela Eletronic Frontier Foundation pelo fato da agência ter mantido o site funcionando mesmo após a descoberta dos crimes que aconteciam naquele domínio. A discordância da EFF é que a FBI cometeu, nessas semanas que manteve o site aberto, o mesmo crime que os criadores e visitantes deste site. Inclusive, o advogado de um dos réus do caso afirmou que a FBI não só operou o site como o melhorou. Logo, o número de visitas subiu bruscamente. Em retorno, os responsáveis disseram que as ações tomadas representam uma resposta moderna a um problema moderno.

### Network Investigation Technique
É um conjunto de técnicas desenvolvidas pelo governo dos Estados Unidos para referenciar os métodos e ferramentas que são usados para acessar computadores individuais que mascararam alguma informação de identificação – como um endereço de IP.
Para essa investigação, o NTI criado e usado pelo governo americano é um malware que procurava e copiava algumas informações de identificação dos computadores dos usuários e enviava essas informações para fora da rede Tor – ia diretamente para a agência, em Virginia. Os agentes conseguiram localizar milhares de computadores ao redor do mundo através dessa técnica.
Devido a obtenção do endereço de IP das transmissões do NIT, houve submissões em provedores de serviço de Internet para aprender os nomes e endereços associados ao endereço de IP inicial. A partir daí, a agência conseguiu as autorizações necessárias para procurar e obter evidências associadas à pornografia infantil nos locais indicados.
O malware usado nesta investigação é composto por 3 partes:
1. um gerador que funciona no hidden service o qual cria uma identificação única que permite para cada desenvolvimento e transmite o ID, a exploração e a carga. Essa identificação única é usada para associar um usuário particular do site com a informação que foi obtida no carregamento.
2. a exploração que aproveita a vulnerabilidade do software do usuário, permitindo o acesso ao dispositivo do mesmo.
3. a carga que copiou informação do dispositivo do usuário e mandou a informação – sem criptografia e sem autenticação – de volta ao FBI, via Internet.

## Controvérsias
Nos Estados Unidos, existem várias regras que ajudam a lidar com esse tipo de situação contendo os protocolos que devem ser seguidos. Entre elas, existe a Regra 41 .
A regra 41 faz parte do conjunto de Regras Federais de Processo Penal – são aquelas que regem o modo de como os processos penais federais são conduzidos nos tribunais distritais dos Estados Unidos e os tribunais de julgamentos gerais do governo.
Esta regra diz que apenas juízes de magistrados federais são permitidos a emitir mandados de busca no distrito judicial onde o magistrado está localizado. O magistrado que emitiu o mandado estava localizado no distrito leste da Virgínia. Logo, ele não podia, portanto, autorizar pesquisas e buscas em computadores fora dessa localização. Resumindo: com apenas um mandado, a FBI conseguiu realizar buscas ao redor do mundo inteiro.
Entretanto, como os usuários utilizavam o site através do browser Tor, a FBI não tinha a informação da localização destes usuários. Há evidências de que a FBI realizou buscas internacionais, o que leva a assuntos bastante problemáticos pois muitos países proíbem esse tipo de hacking.

## Atualmente
Apesar de várias controvérsias, toda a tecnologia usada para fechar e investigar o Playpen está dando resultado a medida em que os usuários/visitantes estão sendo presos e várias crianças que estavam em situações de abuso foram identificadas e recuperadas.
Foram 368 condenações na Europa e 350 nos Estados Unidos.
Além disso, esta investigação levou a outras que obtiveram resultados como:
1. 25 produtores de pornografia infantil estão sendo perseguidos;
2. 51 agressores práticos processados;
3. 55 crianças americanas foram identificadas e/ou resgatadas;
4. 548 prisões internacionais, com 296 crianças identificadas e/ou resgatadas.

O site já está fechado há mais de 2 anos, mas, infelizmente, outros sites similares continuam a operar e a proliferar-se na darknet.
Em contrapartida, hoje em dia os governos estão, cada vez mais, se preparando para que esse tipo de situação não ocorra novamente. Para isso, novas tecnologias estão surgindo e empresas destinadas à vigilância das pessoas estão aumentando. Uma dessas empresas é a HackingTeam. Ela surgiu como a “primeira fornecedora de programas hackers para polícia”. Está no mercando vendendo ferramentas que são capazes de, até, ativar o funcionamento de microfones/câmeras de computadores/celulares. Porém, nem esse tipo de empresa está totalmente protegida. Em 2015, o Wikileaks vazou mais de 400GB de dados que incluíam: e-mails internos, códigos-fonte, etc.